# Nystalea guzmani
Nystalea guzmani är en fjärilsart som beskrevs av William Schaus 1910. Nystalea guzmani ingår i släktet Nystalea och familjen tandspinnare. Inga underarter finns listade i Catalogue of Life.